# ميغيل أنخيل هويوس
ميغيل أنخيل هويوس (بالإسبانية: Miguel Hoyos)‏ هو لاعب كرة قدم ومدرب كرة قدم بوليفي، ولد في 11 مارس 1981 في سانتا كروز دي لا سييرا في بوليفيا. شارك مع منتخب بوليفيا لكرة القدم. أما مع النوادي، فقد لعب مع ذي سترونغيست ونادي بوليفار ونادي هبوعيل تل أبيب.

## مسيرته الكروية
لعب ميغيل أنخيل هويوس خلال مسيرته الاحترافية مع 7 أندية في تسعة عشر موسمًا وسجل خلالها 54 هدفًا ضمن 520 مباراة. حيث فاز في خمسة مواسم بالكأس وفي ثلاثة مواسم بالدوري.
خاض ميغيل أنخيل هويوس مسيرته مع نادي بوليفار ما بين عامي 2000 و2001 في المرة الأولى لمدة موسم واحد ثم ما بين عامي 2009 و2010 لمدة موسم واحد، مشاركًا طوالها في 28 مباراة سجل خلالها هدفين. ثم انتقل إلى أورينتي بيتروليرو ما بين عامي 2001 و2002 في المرة الأولى لمدة موسم واحد ثم في موسم 2008 ليلعب معه ستة مواسم ثم في موسم 2010 ليلعب معه خمسة مواسم، حيث شارك طوالها في 367 مباراة سجل خلالها 39 هدفًا. لينتقل بعدها إلى نادي ذي سترونغيست ما بين عامي 2007 و2008 لمدة موسم واحد، مشاركًا في 36 مباراة سجل خلالها 6 أهداف. ثم انتقل إلى Sport Boys Warnes ‏ في موسم 2014–15 لمدة موسم واحد، مشاركًا في 15 مباراة ولم يسجل أي هدف. هذا وانتقل لاحقًا إلى نادي سان خوسيه في موسم 2015–16 لمدة موسم واحد، مشاركًا في 24 مباراة سجل خلالها هدفين. ثم انتقل بعدها إلى نادي ناسيونال بوتوسي في موسم 2016–17 لمدة موسم واحد، مشاركًا في 40 مباراة سجل خلالها 5 أهداف.

## وصلات خارجية
- ميغيل أنخيل هويوس على موقع قاعدة بيانات كرة القدم.إي يو (الإنجليزية)
- ميغيل أنخيل هويوس على موقع ناشيونال فوتبول تيمز (الإنجليزية)
- ميغيل أنخيل هويوس على موقع Soccerway.com (الإنجليزية)